# 3. pařížský obvod
3. pařížský obvod (francouzsky: 3e arrondissement de Paris) zřídka též nazývaný obvod Templ (Arrondissement du Temple) je městský obvod v Paříži. Většina obvodu leží na části území historické čtvrtě Marais. Jeho název je odvozen od faktu, že v místě kdysi stálo centrum templářů – Templ. Osídlení této části probíhalo ve 13. a 14. století. Nejstarší dochované městské paláce pocházejí ze 16. století. Od března 2020 spadá obvod spolu s 1., 2. a 4. obvodem pod správní celek Paris Centre.

## Poloha
3. obvod se rozkládá na pravém břehu Seiny. Na jihu hraničí přes ulice Rue Rambuteau a Rue des Francs-Bourgeois se 4. obvodem, na západě jej odděluje od 1. obvodu a především od 2. obvodu Boulevard de Sébastopol, na severu tvoří hranici s 10. obvodem bulváry Saint-Denis a Saint-Martin a Place de la République a na východě sousedí s 11. obvodem přes bulváry Temple, Filles-du-Calvaire a Beaumarchais.

## Demografie
V roce 2017 měl obvod 34 115 obyvatel a hustota zalidnění činila asi 29 160 obyvatel na km2. Zdejší obyvatelstvo tvoří 1,6% pařížské populace. (Od roku 1861 počet obyvatel postupně klesl téměř o dvě třetiny.)

## Politika a správa
Radnice 3. obvodu se nachází na adrese Rue Eugène-Spuller č. 2 a od roku 2020 tu sídlí správa celého Paris Centre. Jeho současným starostou je od roku 2020 Ariel Weil za Socialistickou stranu.

## Městské čtvrti
Tento obvod se dělí na následující administrativní celky:
- Quartier des Arts-et-Métiers
- Quartier des Enfants-Rouges
- Quartier des Archives
- Quartier Sainte-Avoye

Podle oficiálního číslování pařížských městských čtvrtí mají tyto čtvrtě čísla 9–12.

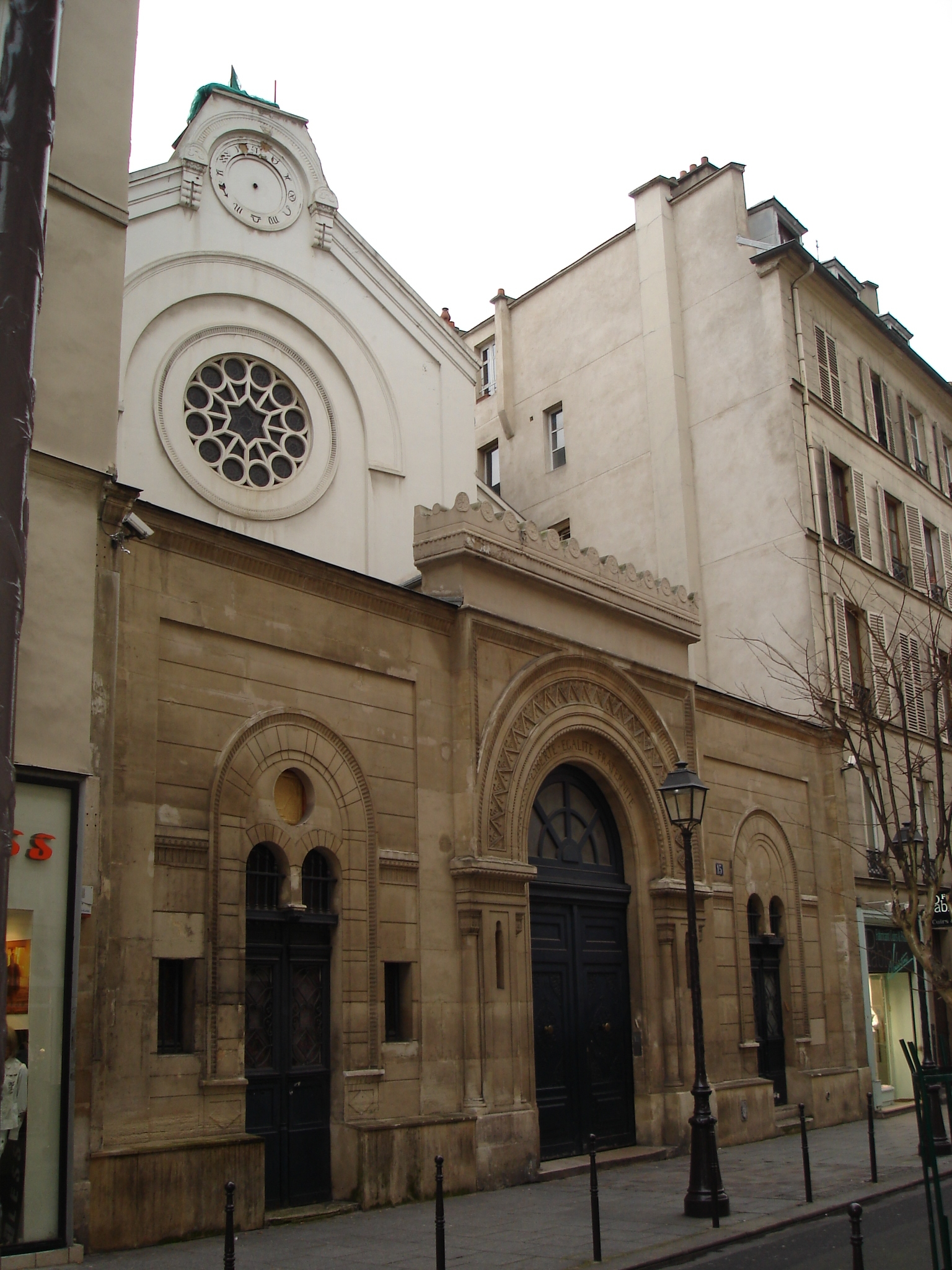
Synagoga Nazareth

## Pamětihodnosti
Církevní stavby
- kostel Saint-Denys-du-Saint-Sacrement – novoklasicistní bazilika z let 1826–1835, v její pravé postranní kapli je Delacroixova freska Sejmutí z kříže z roku 1844
- klášter Saint-Martin-des-Champs – gotický klášterní kostel dnes slouží jako sídlo Muzea umění a řemesel (Musée des arts et métiers)
- kostel Saint-Nicolas-des-Champs
- kostel Sainte-Élisabeth – kostel vybudován v letech 1643–1646 v Rue du Temple, v letech 1980–2005 sloužil čínským katolíkům
- Synagoga Nazareth – nejstarší pařížská synagoga. Stavba byla zahájena v roce 1822. V roce 1848 však byly zjištěny nedostatky v konstrukci budovy a roku 1850 musela být synagoga uzavřena. Budova byla za finančního přispění francouzského bankéře Jamese Rothschilda přestavěna a v roce 1852 znovu otevřena. Vzhledem k židům původem ze severní Afriky žijícím v okolí, je synagoga věnována také sefardskému ritu.

Městské paláce

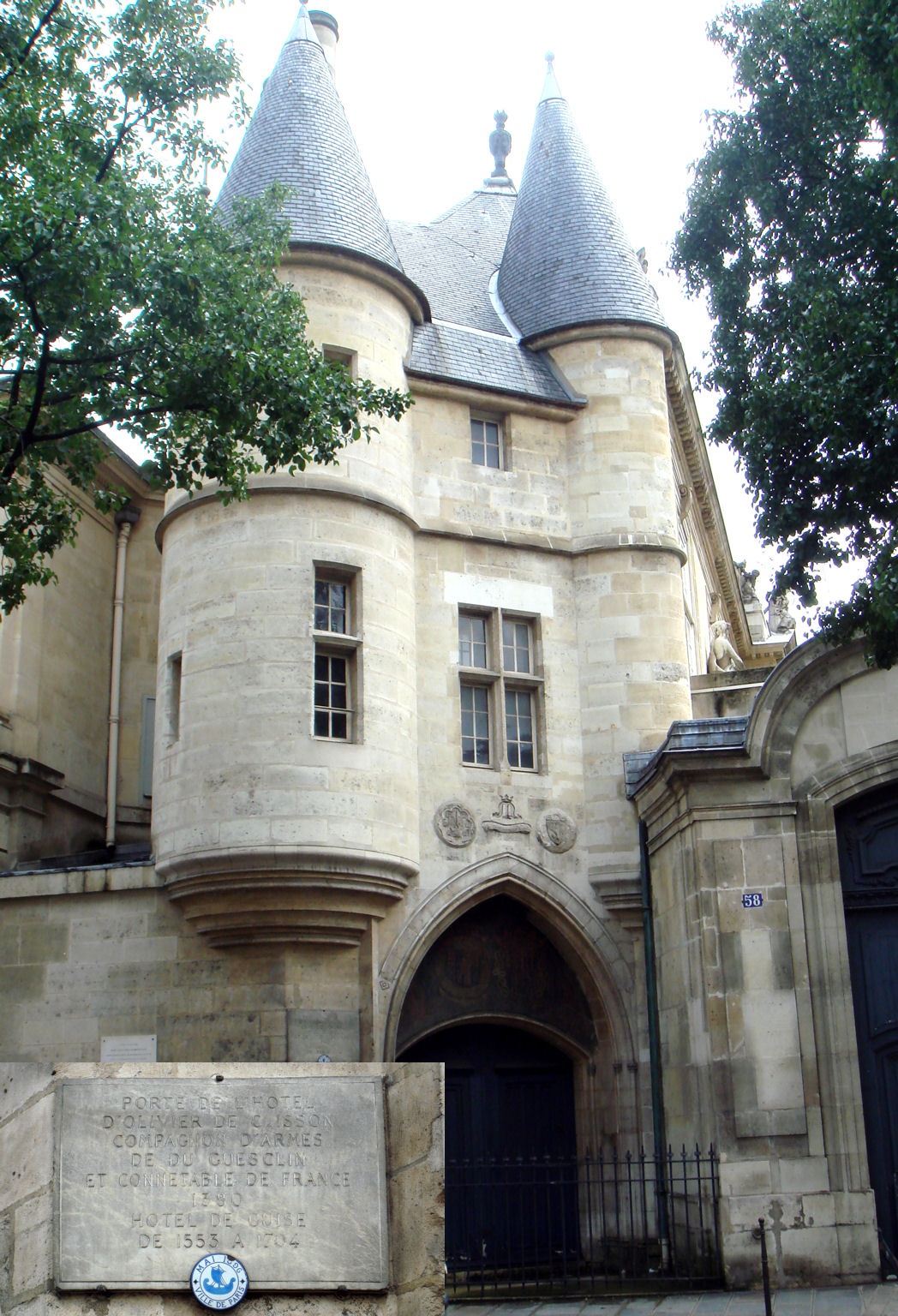
Hôtel de Clisson

- Hôtel Carnavalet – palác vystavěn v letech 1545–1548, dnes sídlo Muzea dějin města Paříže (Musée Carnavalet)
- Hôtel de Clisson – z původního gotického obydlí Oliviera de Clisson vybudovaného v letech 1375–1380 zůstala dnes jen vstupní brána. Dnes je zbytek paláce součástí Hôtel de Soubise, ve kterém sídlí Francouzský národní archiv.
- Hôtel de Donon – palác založen roku 1575, od roku 1992 zde sídlí Musée Cognacq-Jay, které uchovává umělecké předměty z 18. století.
- Hôtel de Guénégaud – palác vystavěn v letech 1653–1655, od roku 1967 v paláci sídlí Musée de la chasse et de la nature (Muzeum myslivosti a přírody)
- Hôtel Libéral Bruant – palác z roku 1685, v roce 1976 zde bylo zřízeno Muzeum zámečnictví (Musée de la serrure). Od roku 2003 zde místo něj sídlí Centrum současného umění (Centre d'art contemporain).
- Hôtel de Marle – od roku 1971 je zde Švédské kulturní centrum
- Hôtel de Rohan – postaven v letech 1705–1707. Od roku 1938 palác využívá Francouzský národní archiv.
- Hôtel de Saint-Aignan – palác z poloviny 17. století, 1998 zde bylo otevřeno Muzeum židovského umění a dějin.
- Hôtel Salé – postaven v letech 1656–1659 pro královského výběrčího daně ze soli (odtud název salé – slaný). V roce 1985 zde bylo otevřeno Picassovo muzeum (Musée Picasso)
- Hôtel de Soubise – založen roku 1553. Od roku 1808 hlavní sídlo Francouzského národního archivu, jeho součástí je Muzeum historie Francie.
- Rue de Montmorency č. 51 – nejstarší dochovaný dům v Paříži z roku 1407. Dům byl ovšem v roce 1900 značně upraven.

Zajímavá prostranství
- Place des Vosges
- Square du Temple – náměstí před radnicí s parkovou úpravou v místech, kde stával Templ, původní správní centrum templářů.

## 3. obvod v kultuře
Jeden z románů o soukromém detektivovi Nestoru Burmovi spisovatele Léo Maleta Fièvre au Marais (slovensky Horúčka v Marais: čachre na bulvári Saint Michel: nemá, nič nepovie, Bratislava 1989) se odehrává v 3. obvodu.
Ve filmu Paris je t'aime z roku 2006 je 3. obvodu věnována jedenáctá povídka Quartier des Enfants Rouges režiséra Oliviera Assayase.